# Butzbach (Fils)
Der Butzbach ist ein auf dem Hauptstrang 161⁄2 km langer Bach im baden-württembergischen Landkreis Göppingen, der zuerst Teufelsklingenbach, dann Pliensbach und erst auf der zweiten Hälfte seines Weges Butzbach genannt wird. Der Bach entspringt am Albtrauf am ersten Steigenkopf des Albaufstiegs der A 8 und mündet nach insgesamt nordnordwestlichem Lauf vor allem durchs Mittlere Albvorland in Uhingen von links in die untere Fils.

## Geographie

### Verlauf

#### Teufelsklingenbach
Der Teufelsklingenbach beginnt seinen Lauf im Gemeindegebiet von Gruibingen auf dem ersten Steigenkopf des Albanstiegs der A 8 am Aichelberg. Er entspringt auf etwa 610 m ü. NHN und fließt im Wald nordwestwärts. wobei er sich schnell in seine Teufelsloch genannte Klinge eintieft. Er ist bald ein bis zwei Meter breit und einige nicht sehr lange, aber steile Seitenklingen speisen ihn von beiden Seiten.
Nach etwa einem Kilometer fließt von links auf nurmehr 493 m ü. NHN aus der Franzosenklinge ein längerer Seitenbach zu, dessen oberste, nur temporäre Quelle sogar deutlich höher als der Teufelsklingenbach selbst am Nordosthang des Großen Boßlers entspringt. Wenig danach wechselt der Bach über aufs Gemeindegebiet von Bad Boll und einen weiteren Kilometer weiter fließt ein zweiter längerer Bach aus der Rankklinge am Albabhang zu, der am Kaltenwanghof von Gruibingen seinen Lauf beginnt.
Schon bevor nach einem weiteren knappen Kilometer der Bach aus dem Maustobel auf etwa 435 m ü. NHN zuläuft, öffnet sich der gegenüberliegende rechte Unterhang. Das Bett des Baches ist nun bis vier Meter breit und er läuft über einige halbmeterhohe Abstürze und einen Stromschnellenabschnitt.
Der Bach wendet sich nun am Albfuß nach rechts und fließt in Richtung Nordosten zwischen dem das linke Ufer säumenden Weiler Eckwälden von Bad Boll und rechts einer baumdurchsetzten, sich mehr und mehr verflachenden Hangwiese mit ein paar Sickerquellen, wobei er teils deutlich mäandriert.
Zwischen Gewerbebauten links und den Kureinrichtungen von Bad Boll rechts am Lauf ist der Bach abschnittsweise deutlich verändert, er fließt von nun an um zwei Meter breit in seinem vier Meter breiten Bett, das bis zu sechs Meter eingetieft ist mit Lehmwänden an der Seite und anstehendem Schiefer an deren Fuß. Nachdem er ein weiteres Mal seine Laufrichtung, diesmal nach Nordnordwesten, gewechselt und nach wieder aussetzender Besiedlung am Ufer die L 1214 von Bad Boll im Osten nach Aichelberg im Westen unterquert hat, begleitet ein schmales Auwäldchen die Ufer des gewundenen Baches. Ihm fließt bald von Südsüdwesten her auf 385 m ü. NHN der bis dorthin knapp zweieinhalb Kilometer lange Pliensbach zu, womit der Pliensbach-Abschnitt des Bachlaufes beginnt.
Der Abschnitt Teufelsklingenbach des Butzbach-Gesamtlaufes ist 5,8 km lang, seine etwa 225 Meter an Höhenintervall durchzieht er mit mittlerem Sohlgefälle von etwa 39 ‰. Sein Teileinzugsgebiet ist 6,4 km² groß.

#### Pliensbach
Auf dem Pliensbach-Abschnitt mäandriert der Bach kleinräumig sehr stark. Seine Sohle ist schlammig bis steinig und bis zu sechs Meter breit, darüber erheben sich teils steile, an einer Stelle über zehn Meter hohe Uferwände. Nach einem kurzen Abschnitt als Grenzbach tritt der Bach ganz aufs Gemeindegebiet von Zell unter Aichelberg über. Die Gehölzgalerie setzt auch beim großteils linksseits stehenden Weiler Pliensbach nicht aus. Etwas unterhalb dieses Ortes fließt aus dem Osten und auf 357,9 m ü. NHN dem Südrand eines größeren Waldgebietes entlang der nur 1,3 km lange Oberlaufabschnitt des Butzbachs zu, ab wo der Bach dann auf seiner zweiten Laufhälfte bis zur Mündung Butzbach genannt wird.
Der Pliensbach-Abschnitt endet nach seinen 2,4 km  mit mittlerem Sohlgefälle von 11 ‰ etwa 27 Höhenmeter unterhalb seines zulaufenden Oberlauf-Abschnitts. Mitsamt diesem eigenen Namens-Oberlauf gerechnet, ist der Pliensbach 4,4 km lang.

#### Butzbach
Der Butzbach tritt gleich ins Gemeindegebiet von Hattenhofen ein. Der bis fünf Meter breite Bach mäandriert stark, fließt teils träge, teils schnell, nun aber zunächst nordwärts bis ins Dorf Hattenhofen. Wo die Mäander durchzubrechen drohen, wurde teilweise das Ufer mit Blöcken gesichert. In der Begleitgalerie stehen vor allem Schwarzerlen, Eschen und Weiden. In Hattenhofen ist er reguliert. Nach einem kurzen Abschnitt in Richtung Nordosten wechselt er dort, wo rechtsseits die Teilgemarkung Sparwiesen von Uhingen ans rechte Ufer tritt, wieder auf nördlichen Lauf.
Wo links das Hattenhofener Gemeindegebiet linksseits endet und das von Albershausen beginnt, schwenkt der Lauf nach Nordwesten. Gegenüber am mittleren und oberen rechten Hang steht das Dorf Sparwiesen. Der Butzbach mäandriert weiter stark unter meist steilen, zuweilen abbrechenden Uferwänden, sein Bett ist teils über fünf Meter breit. Mancherorts liegen Kiesbänke am Lauf, der an einigen Stellen in Gumpen abstürzt. Unter den letzten Häusern von Sparwiesen rechts am Hang quert die K 1414 von dort nach dem gegenüber beginnenden Albershausen den Lauf.
Durch Albershausen mündet der 61⁄2 km lange Haldenbach zu. Über 200 Meter ist der Butzbach danach begradigt, dort liegt Albershausen rechts gegenüber dem zugehörigen Weiler Schafhof, danach setzt sich der mäandrierende und von Gehölz begleitete Abschnitt noch ein Stück weit nordnordostwärts der Siedlungsfläche Albershausens entlang fort. Von nun an verläuft die B 297 linksseits des Baches, jenseits derer auf dem schmalen, ihm nur noch Schlängelung erlaubenden Talgrund ein Gewerbegebiet sich von der Albershausener Wohnbebauung bis zu der des zentralen Uhingen erstreckt, auf deren Stadtgebiet der Butzbach nun übertritt; rechtsseits steht lange ein schmaler Waldstreifen am Unterhang des wieder stark eingetieften Tals.
In Uhingen unterquert der Butzbach zuletzt die autobahnartig ausgebaute B 10. Auf deren anderer Seite mündet er auf etwa 286 m ü. NHN von links in die untere Fils, zwischen dem Wehr, von dem der Bleichereikanal von ihr abgeht und der Flussbrücke der B 297.
Der Gesamtstrang aus Teufelsklingenbach, Pliensbach und Butzbach ist 16,5 km lang, hat ein mittleres Sohlgefälle von rund 20 ‰ und mündet etwa 324 Höhenmeter unterhalb des Teufelsklingenbach-Ursprungs.

### Einzugsgebiet
Das Einzugsgebiet des Butzbachs umfasst 29,2 km². Die höchsten Partien im Süden, weniger als 3 % der Gesamtfläche, gehören naturräumlich zur Filsalb im Unterraum Randhöhen der Mittleren Alb der Mittleren Kuppenalb, der Rest zum Unterraum Ostteil des Mittleren Albvorlands des Mittleren Albvorlandes; in letzterem durchquert der Butzbach nacheinander die Teilräume Filsalbvorberge (bis etwa zum Kurpark von Bad Boll), Notzinger Platte (bis etwa Hattenhofen) und danach Schlierbacher Platte (bis zur Mündung).
Die höchste Erhebung steht am Albtrauf, es ist der 799,9 m ü. NHN hohe Boßler an der Südspitze des Einzugsgebietes. Der Bergabfall bis etwa Eckwälden ist fast völlig bewaldet, im flacheren Bereich darunter mischen sich einige Waldstücke in den deutlich überwiegenden offenen Teil des Albvorlands, in dem das Grünland gegenüber einigen Obstwiesen und wenigen Ackerflächen überwiegt.
Der Bach fließt nacheinander im Gemeindegebiet von Gruibingen, linksseits von dem ein Gebietsrandstreifen im Westen zur Stadt Weilheim an der Teck im Landkreis Esslingen gehört; dann im Gemeindegebiet von Bad Boll, hierbei liegt an der linken Wasserscheide ein Gebietsstreifen der Gemeinde Aichelberg. Danach durchquert der Bach das Gemeindegebiet von Zell unter Aichelberg und das von Hattenhofen. Weiter abwärts grenzt erstmals das Stadtgebiet von Uhingen rechtsseits an den Lauf, bis dann das weitgehend linksseits liegende Albershausen mit einem Gebietsteil auch aufs rechte Ufer herüberreicht; an der westlichen Wasserscheide liegt hier ein Streifen der Gemeinde Schlierbach. Zuallerletzt mündet der Butzbach im Stadtgebiet von Uhingen. Ab Zell unter Aichelberg gehören kleine Randzwickel an der rechten Wasserscheide auch zur Stadt Göppingen.
Reihum grenzen die Einzugsgebiete der folgenden Nachbargewässer an:
- Jenseits des Albtraufs im Süden sammeln die Oberläufe des Hollbachs den Abfluss zur anderen Seite, der der dort noch innerhalb der Alb fließenden obersten Fils zumündet;
- im Südwesten konkurriert bis etwa Zell die Lindach mit ihren rechtsseitigen Zuflüssen bis hinunter zum Trinkbach, die selbst über die Lenninger Lauter noch oberhalb der Fils in den Neckar entwässert;
- der Abfluss jenseits der übrigen westlichen Wasserscheide gelangt über den Talbach zuunterst in die Fils;
- im Nordnordwesten fließen drei kleinere Bäche unmittelbar nach dem Butzbach zur Fils;
- im Nordnordosten mündet unmittelbar vor dem Butzbach ein ebenfalls nur kleiner Bach in die Fils;
- im Osten fließt der Pfuhlbach weiter oben in die Fils, der längstenteils über seinen langen linken Zufluss Heimbach konkurriert.

### Zuflüsse und Seen
Hierarchische Liste einer Auswahl der Zuflüsse und  Seen und  Hochwasserrückhaltebecken, jeweils von der Quelle zur Mündung. Gewässerlänge, Seefläche, Einzugsgebiet und Höhe nach den entsprechenden Layern auf der Onlinekarte der LUBW. Andere Quellen für die Angaben sind vermerkt.
Quelle des Teufelsklingenbachs auf etwa 610 m ü. NHN am ersten Steigenkopf des Albaufstiegs am Aichelberg der A 8 am Albtrauf. Der Bach fließt anfangs in einer Waldklinge nordwestwärts.
- (Bach aus der Franzosenklinge), von links und Südwesten auf 492,8 m ü. NHN[LUBW 2] im Naturschutzgebiet Teufelsloch-Kaltenwang im Waldgewann Teufelslöchle, 0,8 km und ca. 0,7 km².[LUBW 7] Entsteht auf etwa 685 m ü. NHN (Quelle) bis 612 m ü. NHN (dauerhafter Lauf) in einer Kerbe am Nordostosthang des Großen Boßlers.
- (Bach aus der Rankklinge), von links und Südsüdwesten auf etwa 450 m ü. NHN[LUBW 2] wenig vor dem Waldaustritt des Teufelsklingenbachs, 1,0 km und 0,5 km². Entsteht auf etwas über 610 m ü. NHN am Kaltenwanghof von Gruibingen.
- (Bach aus dem Maustobel), von links und Südwesten auf 435,5 m ü. NHN[LUBW 2] kurz vor Bad Boll-Eckwälden, 1,1 km und 0,7 km². Entsteht auf etwa 585 m ü. NHN nördlich unter dem Weiler Herzogenau von Weilheim an der Teck.
Nach diesem Zufluss hat der Bachlauf fast den Bergfuß des Albtraufs erreicht, von dem an er ungefähr zwischen den Großrichtungen Nordnordwest und Nordnordost wechselt.
- Badbächle, von rechts und Südsüdosten auf etwa 403 m ü. NHN am Kurpark von Boll, 1,7 km und 0,7 km². Entsteht auf etwa 500 m ü. NHN im Wald am Steigenschlag der K 1426 aus Richtung Gruibingen.
- Döberenbach, von rechts und Südosten auf etwa 391 m ü. NHN nach der Boller Kläranlage, 0,6 km und ca. 0,6 km².[LUBW 7] Entsteht auf etwa 411 m ü. NHN an der Straße Badwasen in Boll.
- Oberlaufabschnitt des Pliensbachs, von links und Südwesten zuletzt auf der Gemeindegrenze von Boll zu Zell auf 385 m ü. NHN[LUBW 2] ca. 1,4 km südöstlich der Ortsmitte von Zell unter Aichelberg, 2,4 km und 1,9 km². Entsteht auf etwa 490 m ü. NHN südwestlich über dem Erlenwasenhof von Zell.
Von diesem Zufluss an wird der Bach fast bis zu seinem Wiederaustritt aus der Zeller Gemarkung Pliensbach genannt.
  - Erlenbach, von links und Südwesten auf etwa 398 m ü. NHN vor der pliensbachquerenden L 1214 Aichelberg–Boll, 1,4 km und ca. 0,6 km².[LUBW 7] Entsteht auf etwas über 485 m ü. NHN westlich über dem Erlenwasenhof.
- (Bach aus der Schüttenklinge), von rechts und Nordosten auf etwa 378 m ü. NHN vor Zell unter Aichelberg-Pliensbach, über 0,1 km und über 0,1 km².[LUBW 7] Entsteht auf über 400 m ü. NHN und ins Grenzbach zwischen Boll und Zell.
- Mausackergraben, von links und Süden auf etwa 365 m ü. NHN nach Pliensbach, über 0,3 km und ca. 0,2 km².[LUBW 7] Entsteht auf etwas über 380 m ü. NHN am Südwestrand von Pliensbach.
- Rohrwiesengraben, von links und Südwesten auf etwa 364 m ü. NHN wenig nach dem vorigen, 0,5 km und über 0,1 km².[LUBW 7] Entsteht auf etwa 382 m ü. NHN an der Straße von Zell nach Pliensbach.
- Auchtertgraben, von links und Südwesten auf etwa 363 m ü. NHN kurz nach dem vorigen, 0,4 km und über 0,1 km².[LUBW 7] Entsteht auf etwa 390 m ü. NHN am Nordostrand von Zell an der Siedlungsstraße Am Auchtert.
- Oberlaufabschnitt des Butzbachs, von rechts und Osten auf 357,9 m ü. NHN[LUBW 2] nordöstlich von Zell kurz vor der Gemeindegrenze zu Hattenhofen, 1,3 km und 0,7 km². Entsteht auf etwa 390 m ü. NHN am Südrand des Buchwaldes, dem er dann entlangfließt.
Von diesem Zufluss an wird der Bach bis zu seiner Mündung Butzbach genannt.
- (Bach aus dem Heertobel), von links und Südwesten auf etwa 356 m ü. NHN auf der Gemeindegrenze zwischen Zell und Hattenhofen, 0,5 km und ca. 0,3 km².[LUBW 7] Entsteht auf etwa 380 m ü. NHN wenig nördlich der Siedlungsgrenze von Zell.
- Simonswasergraben, von links und Südwesten auf etwa 346 m ü. NHN an der südlichen Tal-Siedlungsgrenze von Hattenhofen, 0,9 km und ca. 0,5 km².[LUBW 7] Entsteht auf etwa 371 m ü. NHN an der südwestlichen Siedlungsgrenze von Hattenhofen und fließt lange, teils verdolt, durch Siedlungsgebiet des Dorfes.
- Graubach, von links und Westsüdwesten auf etwa 344 m ü. NHN am Sauerbrunnen in Hattenhofen, 1,8 km und 1,3 km². Entsteht auf etwa 374 m ü. NHN im Gewann Töbele südwestlich der Dorfmitte.
- Schlattgraben, von links und Nordwesten auf etwa 343 m ü. NHN kurz vor dem Ortsende von Hattenhofen, 0,6 km und unter 0,4 km².[LUBW 7] Entsteht auf etwa 362 m ü. NHN wenig nördlich der Siedlungsgrenze von Hattenhofen im Gewann Schlatt.
- Reustadtbach, von rechts und Ostsüdosten auf 341,7 m ü. NHN[LUBW 2] zwischen dem Ortrand von Hattenhofen und dem Gewerbegebiet Eschle, 1,0 km und ca. 0,8 km².[LUBW 7] Entsteht auf etwa 365 m ü. NHN am Rand des Waldstücks Schlatt.
- Pfaffenäckergraben, von links und Westen auf etwa 336 m ü. NHN in den Unteren Bachwiesen, 0,6 km und ca. 0,2 km².[LUBW 7] Entsteht auf etwa 368 m ü. NHN am Aussiedlerhof in den Pfaffenäckern.
- Rauwiesenbach, von rechts und Osten auf etwa 330 m ü. NHN südlich des Friedhofes von Uhingen-Sparwiesen, 0,9 km und ca. 0,6 km².[LUBW 7] Entsteht auf etwa 363 m ü. NHN am Südrand des Waldgewanns Schelmenwasen zur offenen Flur.
- (Bach aus der Wasenklinge), von rechts und Osten auf etwa 424 m ü. NHN zu Füßen von Sparwiesen, 1,2 km und ca. 0,6 km².[LUBW 7] Entsteht auf etwa 371 m ü. NHN östlich von Sparwiesen und südlich eines Uhinger Aussiedlerhofes in den Ghaiwiesen.
- Bächelbrunnen, von links und Südwesten auf 319,9 m ü. NHN[LUBW 2] gegenüber Sparwiesen und vor Albershausen, 1,4 km und ca. 0,9 km².[LUBW 7] Entspringt einer Quelle auf etwa 380 m ü. NHN an der Halde.
- (Bach aus der Brunnenklinge), von rechts und Osten auf etwa 316 m ü. NHN bei MÜNDUNGSORT, 0,7 km und ca. 1,0 km².[LUBW 7] Entsteht auf etwa 355 m ü. NHN am Nordrand von Sparwiesen, dem er dann entlangfließt.
- Haldenbach, von links und Südsüdwesten auf etwa 308 m ü. NHN in Albershausen, 3,9 km und 6,5 km². Entsteht auf etwa 388 m ü. NHN zwischen dem Gewerbegebiet am Westrand von Hattenhofen im Süden und dessen Rosswanghof im Norden.
  - Riedenbach, von rechts und Süden auf etwa 350 m ü. NHN gegenüber dem Öschlenshof von Albershausen, 1,7 km und ca. 1,0 km².[LUBW 7] Entsteht auf etwa 379 m ü. NHN beim Schießstand am Nordwestrand von Hattenhofen.
    -  Dem oberen Riedenbach entlang zieht sich linksseits auf etwa 377–372 m ü. NHN eine Kette von einem halben Dutzend meist kleiner Teich, zusammen ca. 1,5 ha.[LUBW 8]

  - (Bach aus dem Schächlestobel), von links und Westnordwesten auf etwa 344 m ü. NHN, 0,3 km und unter 0,2 km².[LUBW 7] Entsteht auf etwa 362 m ü. NHN an der Hattenhofer Straße (K 1443) nahe ihrem Abzweig von der B 297.
  - Wiedenwiesenbach, von links und Westen auf etwa 316 m ü. NHN in der Ortsmitte von Albershausen, 2,1 km und ca. 2,0 km².[LUBW 7] Entsteht auf etwa 376 m ü. NHN im Waldgewann Eschle.
- (Bach aus der Höfelbettklinge), von links und Westen auf etwa 298 m ü. NHN am Beginn des nördlichen Gewerbegebietes von Albershausen dem unteren Butzbach entlang, 1,3 km und ca. 0,5 km².[LUBW 7]. Entsteht auf etwa 386 m ü. NHN nordwestlich von Albershausen in einer Lichtung am Waldgewann Hagenreute.

Mündung des Butzbachs von links und zuallerletzt Südsüdwesten auf 286 m ü. NHN in Uhingen von links in die untere Fils nach dem Wehr am Abgang des Bleicherkanals und vor der Brücke der Kirchheimer Straße. Sein Hauptstrang aus Teufelsklingenbach und den folgenden, ihm zugehörigen Namenabschnitten des Pliensbachs und des Butzbachs  ist 16,5 km lang und er hat ein 29,2 km² großes Einzugsgebiet.

### Ortschaften
Orte und Siedlungsplätze am Lauf mit ihren Zugehörigkeiten. Nur die Namen tiefster Schachtelungsstufe bezeichnen Siedlungsanrainer.
Baden-Württemberg
- Landkreis Göppingen
  - Gemeinde Gruibingen
    - (ohne Besiedlung am Lauf)

  - Gemeinde Bad Boll
    - Eckwälden (Weiler, links)
    - Bad Boll (Ort, überwiegend rechts)

  - Gemeinde Zell unter Aichelberg
    - Pliensbach (Weiler)

  - Gemeinde Hattenhofen
    - Hattenhofen (Dorf, links)
    - Riedenhof (Gehöft, rechts)

  - Stadt Uhingen
    - Sparwiesen (Dorf, rechts in etwas Abstand)

  - Gemeinde Albershausen
    - Albershausen (Dorf, links)
    - Schafhof (Weiler, rechts)

  - Stadt Uhingen
    - Uhingen (Hauptort)

## Geologie
Das Einzugsgebiet des Butzbachs liegt weit überwiegend im das Albvorland charakterisierenden Braunen und Schwarzen Jura, fast deren sämtliche regionale Formationen vom Ornatenton des Braunjuras bis hinunter zum Psilonotenton des Schwarzjuras vertreten sind.
Der oberste Abschnitt Teufelsklingenbach entspringt im um die Wasserscheide zum Hollbach liegenden Ornatenton, durchläuft schon ab dem Zufluss des Bachs aus der Franzosenklinge in seiner langen Oberlaufklinge Teufelsloch und auf dem größten Teil seines Weges den Opalinuston. Die auf der Trauflinie der Alb liegenden Höhen Kornberg rechtsseits und Boßler linksseits des Oberlaufs erheben sich darüber bis in die Untere Felsenkalk-Formation des Weißen Juras, der nur einen kleinen Anteil am Einzugsgebiet an dessen Südrand stellt.
Beim Laufknick nach links im Boller Kurpark wechselt der zunächst weiterhin Teufelsklingenbach genannte Bach aus dem Opalinuston in den Schwarzjura, in dem er die längste Strecke seines Gesamtlaufes verbleibt. Erst zu Füßen von Sparwiesen beginnt in der Talmulde mit dem Knollenmergel (Trossingen-Formation) der Keuper, der in der Folge allein in dieser und am Unterhang vertreten ist. Ab dem unteren Ortsbereich von Albershausen steht dann auf dem Talgrund der Stubensandstein (Löwenstein-Formation) an, in dessen Schichthöhe der Butzbach auch mündet.
Am Südwestrand des Einzugsgebietes überragen bei Aichelberg die kleinflächigen vulkanischen Härtlinge Aichelberg 564,2 m ü. NHN und Turmberg 608,6 m ü. NHN des im Miozän tätigen Schwäbischen Vulkans den schon tieferen Südwestabfall des Boßlers.
Die bis zuletzt die schmale Talmulde begleitenden Höhen im Schwarzjura sind im nördlichen und nordwestlichen Einzugsgebiet weithin von Lösssediment aus dem Quartär überlagert. Die Schwemmlandablagerungen um den Lauf beginnen an der Rechtswende des Teufelsklingenbachs am Ende des Teufelslochs, vom Zulauf des Pliensbachs bis zur Mündung bestehen sie dann aus Auenlehmen.

## Natur und Schutzgebiete
Die tiefe Waldklinge des Oberlaufs Teufelsklingenbach bis kurz vor Eckwälden steht als Teufelsloch-Kaltenwang unter Naturschutz; sein oberer Gruibinger Teil bis zum Zulauf der Franzosenklinge ist zudem Schonwald. An den Hängen über dem Naturschutzgebiet erstrecken sich die Landschaftsschutzgebiete Oberes Filstal-Gemeinde Gruibingen und weiter talwärts Albtrauf im Raum Bad Boll. Weiter bachabwärts nach dem Kurbad Boll und der folgenden Talquerung der L 1214 setzt das Landschaftsgebiet Butzbachtal - Pliensbachtal ein, das sich schmäler beidseits des Laufes bis an den Ortsrand von Hattenhofen erstreckt, dann aussetzt und sich nach dem Dorf weiter bis Sparwiesen zieht. Am oberen Boßler reicht ein größtenteils außerhalb liegendes Wasserschutzgebiet mit einem Zipfel ins Einzugsgebiet, ein noch kleinerer Randstreifen eines solchen liegt diesseits der nordwestlichen Wasserscheide bei Albershausen.

## Tourismus
Am und im Einzugsgebiet des Butzbachs verlaufen einige Wanderwege des Schwäbischen Albvereins (Hauptwanderweg 1). Dem Albtrauf folgt nahe am Teufelsklingenbach vorbei der  Schwäbische-Alb-Nordrand-Weg (Hauptwanderweg 1). Von ihm zweigt auf dem Boßler der  Schwäbische-Alb-Oberschwaben-Weg (Hauptwanderweg 7) ab, der zwischen Rankklinge und Maustobel talwärts absteigt, beim Kurbad von Bad Boll den Teufelsklingenbach quert und dann nordostwärts in Richtung Göppingen das Einzugsgebiet verlässt. An diesem wiederum setzt dort ein niederrangigerer, mit blauem Dreieck markierter Wanderweg an, der dem Bachlauf talabwärts folgt und ihn erst bei Sparwiesen ebenfalls nach rechts verlässt. Bei Pliensbach stößt auf diesen Talweg ein  regionaler Weg vom Aichelberg herab, wenig abwärts quert ein Wanderweg von Kirchheim unter Teck zum Hauptwanderweg 7 vor Göppingen die Talmulde.

### LUBW
Amtliche Online-Gewässerkarte mit passendem Ausschnitt und den hier benutzten Layern: Lauf und Einzugsgebiet des Butzbachs

Allgemeiner Einstieg ohne Voreinstellungen und Layer: Daten- und Kartendienst der Landesanstalt für Umwelt Baden-Württemberg (LUBW) (Hinweise)
1. 1 2  Höhe nach dem Höhenlinienbild auf dem Hintergrundlayer Topographische Karte.
2. 1 2 3 4 5 6 7 8 9 10  Höhe nach grauer Beschriftung auf dem Hintergrundlayer Topographische Karte.
3. 1 2 3  Länge nach dem Layer Gewässernetz (AWGN).
4. 1 2 3  Einzugsgebiet aufsummiert aus den Teileinzugsgebieten nach dem Layer Basiseinzugsgebiet (AWGN).
5. ↑  Seefläche nach dem Layer Stehende Gewässer.
6. ↑  Einzugsgebiet nach dem Layer Basiseinzugsgebiet (AWGN).
7. 1 2 3 4 5 6 7 8 9 10 11 12 13 14 15 16 17 18 19 20  Einzugsgebiet abgemessen auf dem Hintergrundlayer Topographische Karte.
8. ↑  Seefläche abgemessen auf dem Hintergrundlayer Topographische Karte.
9. ↑  Länge abgemessen auf dem Hintergrundlayer Topographische Karte.
10. ↑  Schutzgebiete nach den einschlägigen Layern, Natur teilweise nach dem Layer Geschützte Biotope.

### Andere Belege
1. ↑  Modellierte Werte nach Abfluss-BW Gewässerknoten MQ/MNQ
2. ↑  Hansjörg Dongus: Geographische Landesaufnahme: Die naturräumlichen Einheiten auf Blatt 171 Göppingen. Bundesanstalt für Landeskunde, Bad Godesberg 1961. → Online-Karte (PDF; 4,3 MB)
3. ↑  Geologie nach den Layern zu Geologische Karte 1:50.000 auf: Mapserver des Landesamtes für Geologie, Rohstoffe und Bergbau (LGRB) (Hinweise)